# Гейл Цукияма
Гейл Цукияма (на английски: Gail Tsukiyama) е американска литературна критичка и писателка на произведения в жанра социална драма и исторически роман.

## Биография и творчество
Гейл Цукияма е родена през 1957 г. в Сан Франциско, Калифорния, САЩ. Майка ѝ е китайка художничка от Хонконг, а баща ѝ е японец от Хавай. Следва в държавния университет в Сан Франциско, където получава бакалавърска степен по изкуства и магистърска степен по английски език с акцент върху творческото писане. По-голяма част от работата ѝ в колежа е фокусирана върху поезията, за което получава награда от Академията на американските поети. Участвала е в резидентската програма за творци на Фондация „Регдейл“ в Лейк Форест, Илинойс.
След дипломирането си работи като преподавател на непълно работно време в Държавния университет в Сан Франциско и като рецензент на книги на свободна практика за „Сан Франциско Кроникъл“ и списание „Мис“. Преподавала е и в Калифорнийския университет, Бъркли и Милс Колидж.
Първият ѝ роман „Жени от коприна“ от едноименната поредица е издаден през 1991 г. Историята е разположена в провинциален Китай през 1926 г., където група жени изграждат сестринство сред въртящите се машини във фабрика за коприна, където работят от зори до здрач. Младите жени правят първата стачка със силата на своята амбиция, мечти и приятелство, за да постигнат свободата, на която никога не са се надявали самостоятелно.
През 1995 г. е издаден романът ѝ „Градината на самурая“. Главният герой Стивън е млад художник от Китай, който заболява от туберкулоза и е изпратен в крайморската вила на дядо му в малкото японско селце Таруми, за възстановяване. Там грижите за него поема градинарят Мацу, който е самурай по душа и е отдаден на правенето на добро и намирането на красота, както и се грижи за Сачи, която е изпратена в колония за прокажени. Стивън влиза в ролята на негов ученик, откривайки стоицизма и спокойствието, и желание да развие устойчивостта на тялото и вътрешния си свят. Романите ѝ „Жени от коприна“ и „Градината на самурая“ стават бестселъри и я правят известна.
Следват романите ѝ „Нощта на многото сънища“ (1998), „Езикът на нишките“ (1999), Сънуваща вода (2002), Улицата на хилядите цветове (2007), „Сто цветя“ (2012), Цветът на въздуха (2020) и „Най-ярката звезда“ (2023).
Удостоена е с наградата на ПЕН Оукланд/Джоузефин Майлс за литературни постижения и е първият автор получил наградата за лидерство в Азиатско-тихоокеанския регион от Центъра на Тихоокеанския регион и Института „Ричи“. Участник е в Първия национален фестивал на книгата във Вашингтон като представител на Библиотеката на Конгреса през 2001 г. и е гост-лектор на Международния литературен фестивал в Хонг Конг, Писателския фестивал в Сидни, Международния фестивал на писателите в Торонто и Международния писателски фестивал във Ванкувър. Тя е изпълнителен директор на WaterBridge Outreach: Books + Water, неправителствена организация, която осигурява книги и достъп до вода за развиващи се държави.
Гейл Цукияма живее със семейството си в Ел Серито, Калифорния.

## Произведения

### Самостоятелни романи
- The Samurai's Garden (1995)[1][2][4][5]
Градината на самурая, изд. „Бениториал“ (2023), прев. Майре Буюклиева
- Night of Many Dreams (1998)
- Dreaming Water (2002)
- The Street of a Thousand Blossoms (2007)
- A Hundred Flowers (2012)
- The Color of Air (2020)
- The Brightest Star (2023)

### Поредица „Жени от коприна“ (Women of the Silk)
1. Women of the Silk (1991)[1][2]
2. The Language of Threads (1999)